# دشنه‌نوک گلوسفید
دشنه‌نوک گلوسفید یا نوک‌گوه‌ای گلوسفید یا مگس‌مرغ غربی (نام علمی: Schistes albogularis) یک گونه مگس‌مرغ از خانواده مگس‌مرغان است که در کلمبیا و اکوادور یافت می‌شود.  

## پراکندگی و زیستگاه
دشنه‌نوک گلوسفید از غرب آند و دامنه غربی آند مرکزی کلمبیا از جنوب تا غرب اکوادور یافت می‌شود. در داخل و لبه‌های جنگل‌های ابری متراکم، اغلب نزدیک جویبارها ساکن است. در ارتفاع بین ۸۰۰ و ۲٬۰۰۰ متر (۲٬۶۰۰ و ۶٬۶۰۰ فوت) است.